# 中华异水蚤
中华异水蚤（学名：Acartiella sinensis）为纺锤水蚤科异水蚤属的动物，是中国的特有物种。分布于广东、福建等地，属于暖水性种类。河口半盐水区的近岸。其常栖息于亦出现于淡水区。
其种加词“sinensis”意为“中华的”。